# Gyászév
A gyászév (annus luctus), a gyász ideje, az elhunyt halálától számított egy év. A római jogban és ennek mintájára a kánonjogban, a házasság megszűnése után következő egy év, amelynek tartama alatt a nő nem mehet férjhez, nehogy az esetleg születendő gyermek apja kétséges legyen.
Az egyházjog a gyászévet kötelező jelleggel soha nem írta elő.
A modern házassági jogokban a gyászévnek a várakozási idő akadálya felel meg. A régi magyar jogban pl. 10 hónapot kellett várni a férj halála után.